# Violent Femmes
A Violent Femmes amerikai folk-punk együttes, amely 1980-ban alakult meg Milwaukee-ban. Jelenlegi tagjai: Gordon Gano, Brian Ritchie és John Sparrow. Volt tagjai: Victor DeLorenzo, Guy Hoffman és Brian Viglione.
A zenekarról elnevezett bemutatkozó stúdióalbumuk szerepel az 1001 lemez, amit hallanod kell, mielőtt meghalsz című könyvben. A zenekarban egyetlen nő sem szerepel, a nevet csak humor céljából választották a tagok. Brian Ritchie találta ki a nevet, amikor egy "kamu", hamis együttesre gondolt, amikor a többi zenész megkérdőjelezte, hogy a testvére is szerepeljen a zenekarban. A tagoknak tetszett az "Erőszakos nők" név, így ezen a néven tevékenykednek egészen a mai napig. A népszerű The Pretenders együttes egyik tagja, James Honeyman-Scott fedezte fel a Violent Femmes-t. A Pretenders énekese, Chrissie Hynde meghívta a zenekart, hogy játsszanak nekik. Érdekességként megemlítendő, hogy a tagok eredetileg utcai zenéléssel keresték a kenyerüket. Ez után nem sokkal megjelent a debütáló nagylemezük. Karrierjük alatt 9 nagylemezt dobtak piacra. Először 1980-tól 1987-ig működtek, majd 1988-tól 2009-ig, végül 2013-tól napjainkig. A zenekar a folk-punk, post-punk, alternatív rock műfajokban játszik.

## Diszkográfia

### Stúdióalbumok
- Violent Femmes (1983)
- Hallowed Ground (1984)
- The Blind Leading the Naked (1986)
- 3 (1989)
- Why Do Birds Sing? (1991)
- New Times (1994)
- Rock!!!!! (1995)
- Freak Magnet (2000)
- We Can Do Anything (2016)
- Hotel Last Resort (2019)[1]